# Urząd Kisdorf
Urząd Kisdorf (niem. Amt Kisdorf) – urząd w Niemczech w kraju związkowym Szlezwik-Holsztyn, w powiecie Segeberg. Siedziba urzędu znajduje się w miejscowości Kattendorf.
W skład urzędu wchodzi dziewięć gmin:
1. Hüttblek
2. Kattendorf
3. Kisdorf
4. Oersdorf
5. Sievershütten
6. Struvenhütten
7. Stuvenborn
8. Wakendorf II
9. Winsen